# Cardamine microzyga
Cardamine microzyga är en korsblommig växtart som beskrevs av Otto Eugen Schulz. Cardamine microzyga ingår i släktet bräsmor, och familjen korsblommiga växter. Inga underarter finns listade i Catalogue of Life.